# Zindon

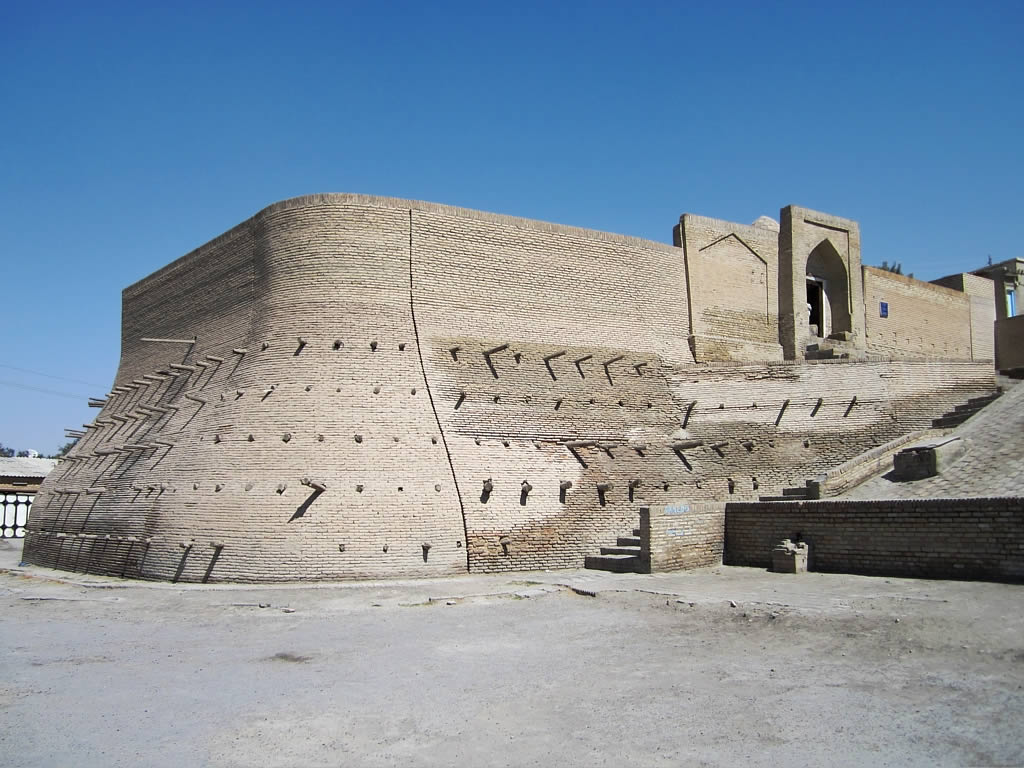
Zindon

Der Zindon ist ein ehemaliges Gefängnis in der usbekischen Stadt Buxoro. 
Das Gefängnis liegt im historischen Zentrum von Buxoro etwa 100 Meter nordöstlich der Zitadelle Ark und etwa 300 Meter nördlich der Kalon-Moschee. Es wurde in der zweiten Hälfte des 18. Jahrhunderts errichtet.
Die Anlage ist von einer hohen Mauer umgeben, die einen überkuppelten Torbau enthält. Im Zindon ist ein Gefängnismuseum eingerichtet.